# Ulysses Marcelino
Ulysses Marcelino es un deportista filipino que compitió en taekwondo. Ganó una medalla de plata en el Campeonato Mundial de Taekwondo de 1995, en la categoría de –83 kg.

## Palmarés internacional
| Campeonato Mundial | Campeonato Mundial | Campeonato Mundial | Campeonato Mundial |
| Año                | Lugar              | Medalla            | Categoría          |
| ------------------ | ------------------ | ------------------ | ------------------ |
| 1995               | Manila (Filipinas) | Medalla de plata   | –83 kg             |